# Ernst Hallier
Ernst Hallier (* 15. November 1831 in Hamburg; † 19. Dezember 1904 in Dachau) war ein deutscher Botaniker und Philosoph. Sein offizielles botanisches Autorenkürzel lautet „Hallier“. Sein Sohn war Johannes Gottfried Hallier, der ebenfalls ein Botaniker wurde.

## Leben und Wirken
Hallier machte von 1848 bis 1851 eine Lehre als Gärtner im Botanischen Garten in Jena sowie in Erfurt. 1852 arbeitete er als Gärtner in Charlottenburg und Berlin. Er studierte ab 1854 Botanik an der Universität Berlin, 1855 in Jena und 1857 in Göttingen. 1858 wurde er in Jena zum Dr. med. promoviert.
Ab 1858 arbeitete er als Lehrer am pharmazeutischen Institut der Universität Jena (bei Hermann Ludwig), habilitierte sich dort 1860 als Privatdozent und Assistent für Botanik (bei seinem Onkel Matthias Jacob Schleiden) und erhielt 1865 eine außerordentliche Professur.
1884 legte er seine Professur nieder und zog sich 1884 nach Dachau zurück.
Hallier arbeitete vorzugsweise über Pilze, besonders Schmarotzerpilze. Er wandte sich gegen die Auffassung, dass alle bei Gärungen, Fäulnis- und Verwesungsprozessen sowie bei Krankheiten am Tier- und Pflanzenkörper auftretenden Pilzbildungen spezifisch selbständige Organismen seien, und behauptete, dass die niederen Organismen verschiedene Formen annehmen je nach dem Substrat, auf welches die Keime gelangen.
Halliers Verdienste bestehen darin, dass er auf das konstante Vorhandensein bestimmter Schmarotzerpilze, zumal Bakterien, bei verschiedenen pathologischen Prozessen des Tierkörpers zuerst aufmerksam gemacht und die Untersuchungen und die Diskussion über diese Gebiete angeregt hat.
Ernst Hallier war ein Anhänger der Philosophie von Jakob Friedrich Fries.

## Schriften (Auswahl)
- Darwin’s Lehre und die Specification. Otto Meissner, Hamburg 1865 (Digitalisat).
- Die pflanzlichen Parasiten des menschlichen Körpers (1866)
- Das Cholerakontagium (1867)
- Phytopathologie. Die Krankheiten der Kulturgewächse (1868)
- Parasitologische Untersuchungen, bezüglich auf die pflanzlichen Organismen bei Masern, Hungertyphus etc. (1868)
- Die Ursache der Kräuselkrankheit (1875)
- Reform der Pilzforschung (1876)
- Die Plastiden der niedern Pflanzen (1878)
- Ausflüge in die Natur (1876)
- Schule der systematischen Botanik (1878)
- Katechismus der allgemeinen Botanik (1879)
- Untersuchungen über Diatomeen (1880)
- Die Vegetation auf Helgoland (2. Aufl. 1863)
- Exkursionsbuch (2. Aufl. 1876)
- Deutschlands Flora (1873)
- Weltanschauung des Naturforschers (1875)
- Naturwissenschaft, Religion und Erziehung (1875)
- [Rezension] Der Ursprung der Familie, des Privateigentums und des Staates. Von F. Engels. 2. Aufl. J. H. W. Dietz. In: Litterarischer Merkur. Mitteilungen aus dem geistigen Leben der Gegenwart und Nachrichten für Bücherfreunde über erschienene Neuigkeiten des In- und Auslandes. Redaktion von Gustav Moldenhauer. Weimar 1886. 6. Jg. Nr. 21 vom 15. August 1886, S. 297–312.[1]
- Kulturgeschichte des neunzehnten Jahrhunderts in ihren Beziehungen zu der Entwickelung der Naturwissenschaften. Enke, Stuttgart, 1889.
- Grundzüge der landschaftlichen Gartenkunst (1891)